# KOE
「KOE」（こえ）は、大倉明日香のソロプロジェクトASCAの楽曲。彼女の1stシングルとして2017年11月22日にSACRA MUSICから発売された。また、CDシングルの発売に先駆けて同年同月12日に先行配信された。

## 概要
大倉明日香のソロプロジェクトASCAのソロデビューシングル。ASCA名義としては初の個人名義作品。
表題曲は、テレビアニメ『Fate/Apocrypha』の第2クールエンディングテーマに起用され、テレビアニメ『さくら荘のペットな彼女』エンディングテーマに起用された「Prime number 〜君と出会える日〜」から約4年9か月ぶりのアニメタイアップとなった。
発売形態は、初回生産限定盤、期間生産限定盤（アニメ盤）、通常盤の3仕様で、初回生産限定盤にのみ付属のDVDには収録曲全3曲のMVが、期間生産限定盤にのみ付属のDVDにはノンクレジットエンディングムービーがそれぞれ収録されている。

## 収録曲

### 初回生産限定盤・通常盤
1. KOE [4:21]
作詞・作曲・編曲：Saku
2. リインカネーション [4:30]
作詞・作曲・編曲：重永亮介
3. 最低な朝と名付けたのは [4:29]
作詞：大塚利恵 / 作曲・編曲：津波幸平
4. KOE -Instrumental- [4:20]

DVD（初回生産限定盤のみ）
1. KOE（Music Clip）
2. リインカネーション（Music Clip）
3. 最低な朝と名付けたのは（Music Clip）

### 期間生産限定盤（アニメ盤）
1. KOE
2. リインカネーション
3. 最低な朝と名付けたのは
4. KOE -TV size mix-

DVD（アニメ盤のみ）
1. KOE -テレビアニメ『Fate/Apocrypha』2ndクールノンクレジットエンディングムービー -